# Fly (gejzír)

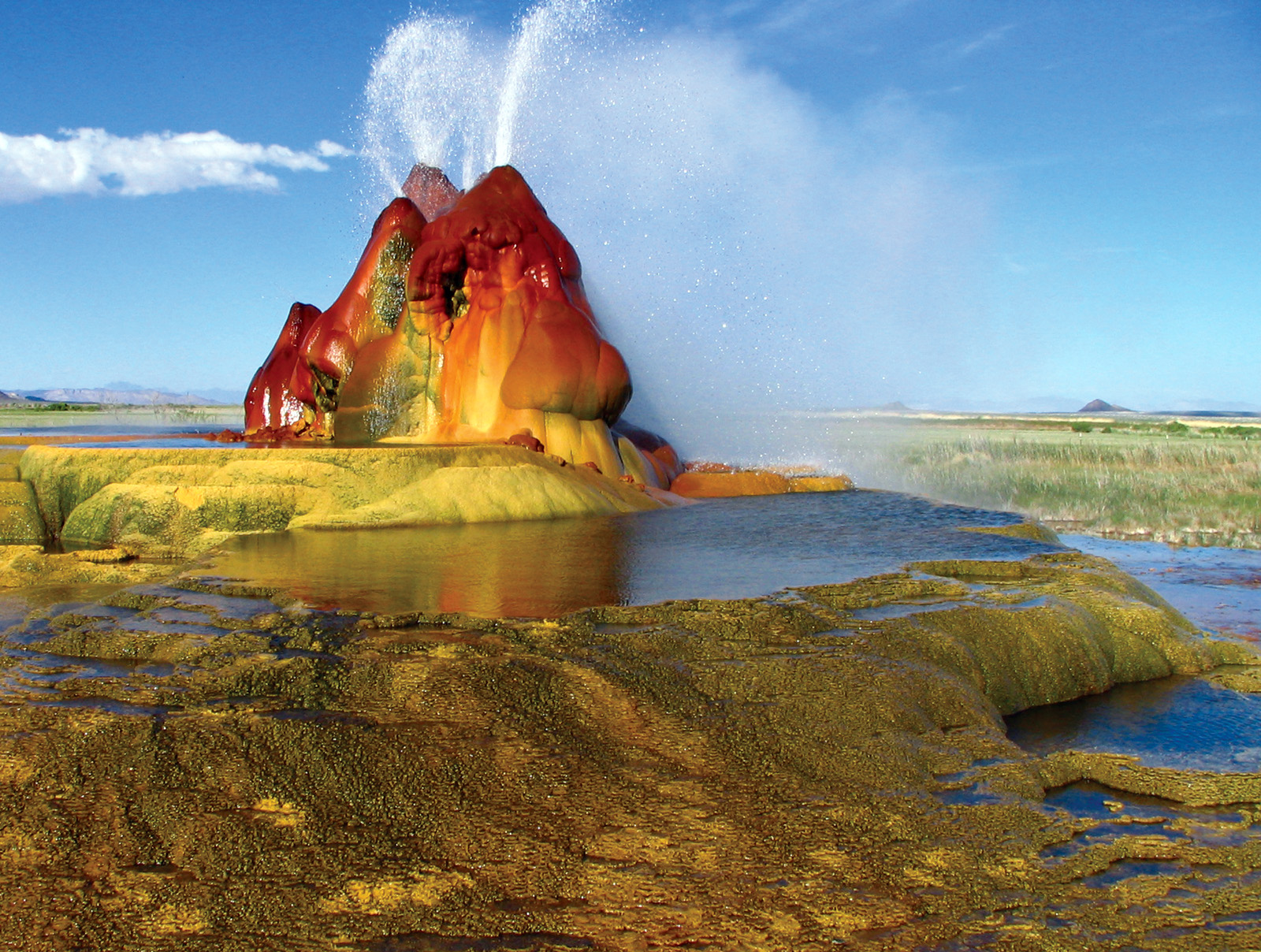

Gejzír Fly je gejzír v Severní Americe, který se nachází na vysoké plošině sousedící s pouští Black Rock Desert v severozápadní části Nevady v USA. Gejzír tryská vodu nepřetržitě a nemá tedy frekvenci výtrysků.
Gejzír je charakteristický trojitým vrcholem, ze kterého ve všech třech vrcholech tryská voda. Okolí vrcholů je obklopeno jezírky horké vody bohaté uhličitanem vápenatým. Voda je držena v jezírkách, která jsou kaskádovitě seřazena a oddělena od sebe tzv. travertinovými hrázemi. Některá jezera jsou již dnes natolik chladná, že umožňují návštěvníkům se vykoupat.
Vznik trojitého vrcholu je spojen s působením delší časové jednotky a srážlivosti minerálů na změně tepelně-tlakých podmínek.
Gejzír Fly byl vytvořen v roce 1964 v důsledku vrtu zkoumajícího možnost využití geotermální energie. V roce 1917 byl podobně vytvořen jiný gejzír blízko toho nynějšího, který také vytvořil vysoký travertinový vrcholek, ten ale přestal stříkat vodu, jakmile byl navrtán gejzír Fly.
Gejzír leží v nadmořské výšce 1 230 metrů nad mořem a dešťové srážky v okolí dosahují pouze 300 mm ročně. I přes malý souhrn srážek je ale dešťová voda v oblasti spolu se stékající vodou z hor schopna zásobovat zdejší akviferu.
Gejzír se nachází na soukromém ranči a není veřejně přístupný.